# Ciel (Saône-et-Loire)
Pour les articles homonymes, voir ciel.
Ciel est une ancienne commune française située dans le département de Saône-et-Loire, en région Bourgogne-Franche-Comté. Le 1er janvier 2025, elle fusionne avec Verdun-sur-le-Doubs pour former la commune nouvelle Verdun-Ciel.

## Géographie
Ciel fait partie de la Bresse bourguignonne.
Le territoire de la commune est limitrophe de ceux de huit communes :

### Climat
Pour des articles plus généraux, voir Climat de la Bourgogne-Franche-Comté et Climat de Saône-et-Loire.
En 2010, le climat de la commune est de type climat océanique dégradé des plaines du Centre et du Nord, selon une étude du Centre national de la recherche scientifique s'appuyant sur une série de données couvrant la période 1971-2000. En 2020, Météo-France publie une typologie des climats de la France métropolitaine dans laquelle la commune est exposée à un climat semi-continental et est dans la région climatique Bourgogne, vallée de la Saône, caractérisée par un bon ensoleillement (1 900 h/an), un été chaud (18,5 °C), un air sec au printemps et en été et des vents faibles.
Pour la période 1971-2000, la température annuelle moyenne est de 11,1 °C, avec une amplitude thermique annuelle de 18,1 °C. Le cumul annuel moyen de précipitations est de 896 mm, avec 11,2 jours de précipitations en janvier et 7,4 jours en juillet. Pour la période 1991-2020, la température moyenne annuelle observée sur la station météorologique de Météo-France la plus proche, « Bragny sur Saône », sur la commune de Bragny-sur-Saône à 3 km à vol d'oiseau, est de 12,3 °C et le cumul annuel moyen de précipitations est de 845,9 mm. 
La température maximale relevée sur cette station est de 40,3 °C, atteinte le 24 juillet 2019 ; la température minimale est de −12,9 °C, atteinte le 5 février 2012,,.
Les paramètres climatiques de la commune ont été estimés pour le milieu du siècle (2041-2070) selon différents scénarios d'émission de gaz à effet de serre à partir des nouvelles projections climatiques de référence DRIAS-2020. Ils sont consultables sur un site dédié publié par Météo-France en novembre 2022.

## Urbanisme

### Typologie
Au 1er janvier 2024, Ciel est catégorisée commune rurale à habitat dispersé, selon la nouvelle grille communale de densité à sept niveaux définie par l'Insee en 2022.
Elle appartient à l'unité urbaine de Verdun-sur-le-Doubs, une agglomération intra-départementale regroupant quatre  communes, dont elle est ville-centre,,. Par ailleurs la commune fait partie de l'aire d'attraction de Chalon-sur-Saône, dont elle est une commune de la couronne,. Cette aire, qui regroupe 109 communes, est catégorisée dans les aires de 50 000 à moins de 200 000 habitants,.

### Occupation des sols
L'occupation des sols de la commune, telle qu'elle ressort de la base de données européenne d’occupation biophysique des sols Corine Land Cover (CLC), est marquée par l'importance des territoires agricoles (84,6 % en 2018), en diminution par rapport à 1990 (86,5 %). La répartition détaillée en 2018 est la suivante : terres arables (59,7 %), prairies (21,5 %), forêts (10,1 %), zones agricoles hétérogènes (3,4 %), zones urbanisées (3,2 %), zones industrielles ou commerciales et réseaux de communication (1,5 %), eaux continentales (0,7 %). L'évolution de l’occupation des sols de la commune et de ses infrastructures peut être observée sur les différentes représentations cartographiques du territoire : la carte de Cassini (XVIIIe siècle), la carte d'état-major (1820-1866) et les cartes ou photos aériennes de l'IGN pour la période actuelle (1950 à aujourd'hui).

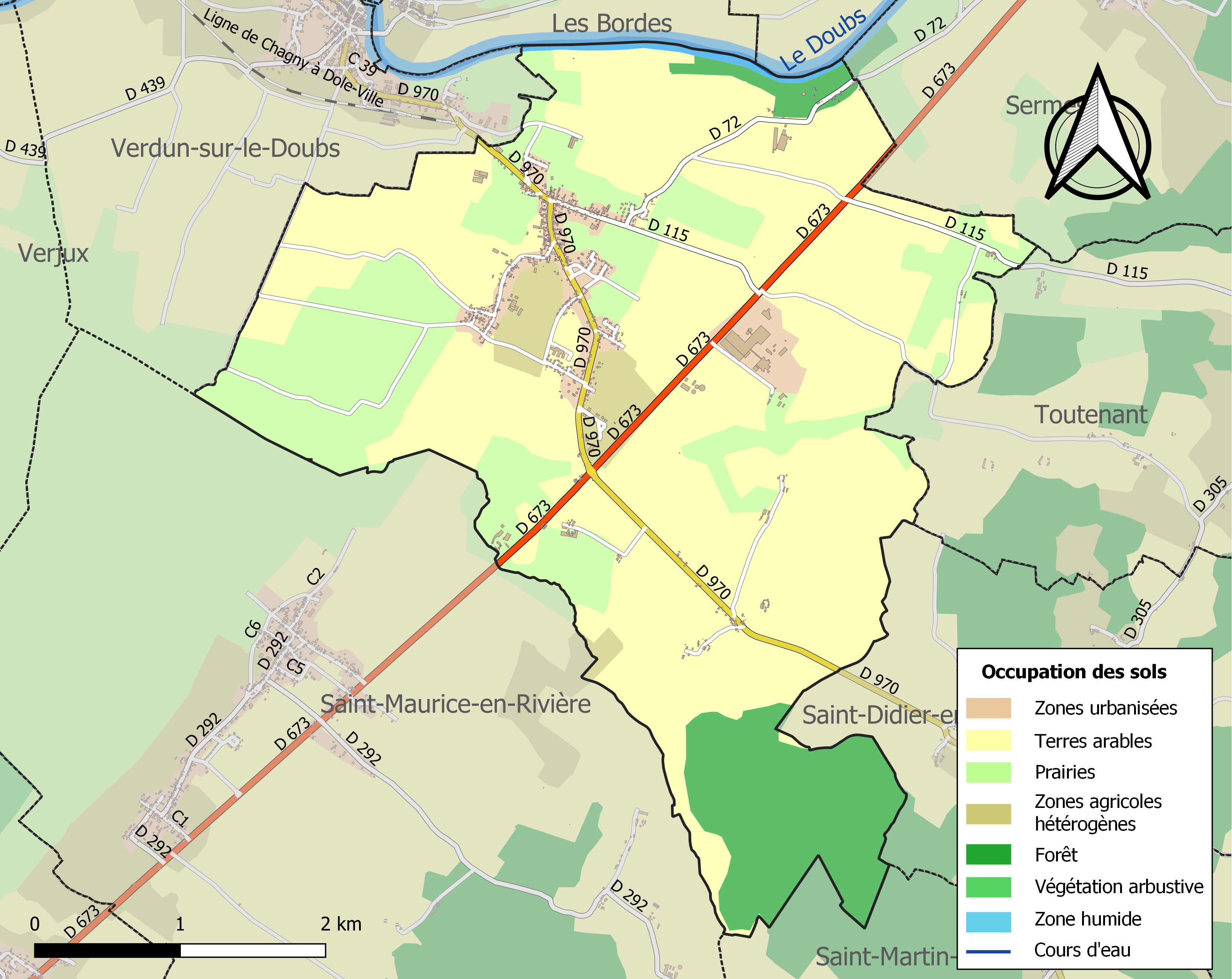
Carte des infrastructures et de l'occupation des sols de la commune en 2018 (CLC).

## Toponymie
Dans des documents du Moyen Âge, Ciel est nommé Seys en 1273, Siez en 1360. Le nom a dû subir l'attraction de 'ciel'.

## Histoire
Le 1er janvier 2025, Ciel fusionne avec Verdun-sur-le-Doubs pour former la commune nouvelle de Verdun-Ciel. Ceci est acté par un arrêté préfectoral du 27 septembre 2024.

## Politique et administration[15]
| Période                                  | Période   | Identité         | Étiquette | Qualité  |
| ---------------------------------------- | --------- | ---------------- | --------- | -------- |
| Les données manquantes sont à compléter. |           |                  |           |          |
| mars 1965                                | 1967      | Raymond Violot   |           |          |
| 1967                                     | mars 1971 | Louis Bonin      |           |          |
| mars 1971                                | mars 1983 | Raymond Bernard  |           |          |
| mars 1983                                | mars 1989 | Gilbert Heuvrard |           |          |
| mars 1989                                | mars 2008 | Louis Bonin      |           |          |
| mars 2008                                | En cours  | Daniel Ratte     | DVG       | Retraité |

## Démographie
Les habitants sont nommés les Cielais ou Ciélois.
L'évolution du nombre d'habitants est connue à travers les recensements de la population effectués dans la commune depuis 1793. Pour les communes de moins de 10 000 habitants, une enquête de recensement portant sur toute la population est réalisée tous les cinq ans, les populations de référence des années intermédiaires étant quant à elles estimées par interpolation ou extrapolation. Pour la commune, le premier recensement exhaustif entrant dans le cadre du nouveau dispositif a été réalisé en 2006.

En 2022, la commune comptait 896 habitants, en évolution de +15,91 % par rapport à 2016 (Saône-et-Loire : −1,06 %, France hors Mayotte : +2,11 %).
| 1793 | 1800 | 1806 | 1821 | 1831 | 1836 | 1841 | 1846 | 1851 |
| ---- | ---- | ---- | ---- | ---- | ---- | ---- | ---- | ---- |
| 579  | 685  | 755  | 877  | 920  | 962  | 952  | 964  | 960  |

| 1856 | 1861 | 1866 | 1872  | 1876 | 1881 | 1886 | 1891 | 1896 |
| ---- | ---- | ---- | ----- | ---- | ---- | ---- | ---- | ---- |
| 972  | 943  | 965  | 1 001 | 980  | 881  | 943  | 914  | 871  |

| 1901 | 1906 | 1911 | 1921 | 1926 | 1931 | 1936 | 1946 | 1954 |
| ---- | ---- | ---- | ---- | ---- | ---- | ---- | ---- | ---- |
| 840  | 820  | 852  | 755  | 799  | 820  | 714  | 633  | 643  |

| 1962 | 1968 | 1975 | 1982 | 1990 | 1999 | 2006 | 2011 | 2016 |
| ---- | ---- | ---- | ---- | ---- | ---- | ---- | ---- | ---- |
| 611  | 584  | 504  | 557  | 581  | 600  | 662  | 775  | 773  |

| 2021 | 2022 | - | - | - | - | - | - | - |
| ---- | ---- | - | - | - | - | - | - | - |
| 881  | 896  | - | - | - | - | - | - | - |

## Vie locale

### Culte
Ciel relève de la paroisse Saint-Jean-Baptiste-des-Trois-Rivières, qui regroupe dix-neuf villages et dont le siège se trouve à Verdun-sur-le-Doubs.

## Culture locale et patrimoine

### Lieux et monuments
Sont à voir à Ciel :

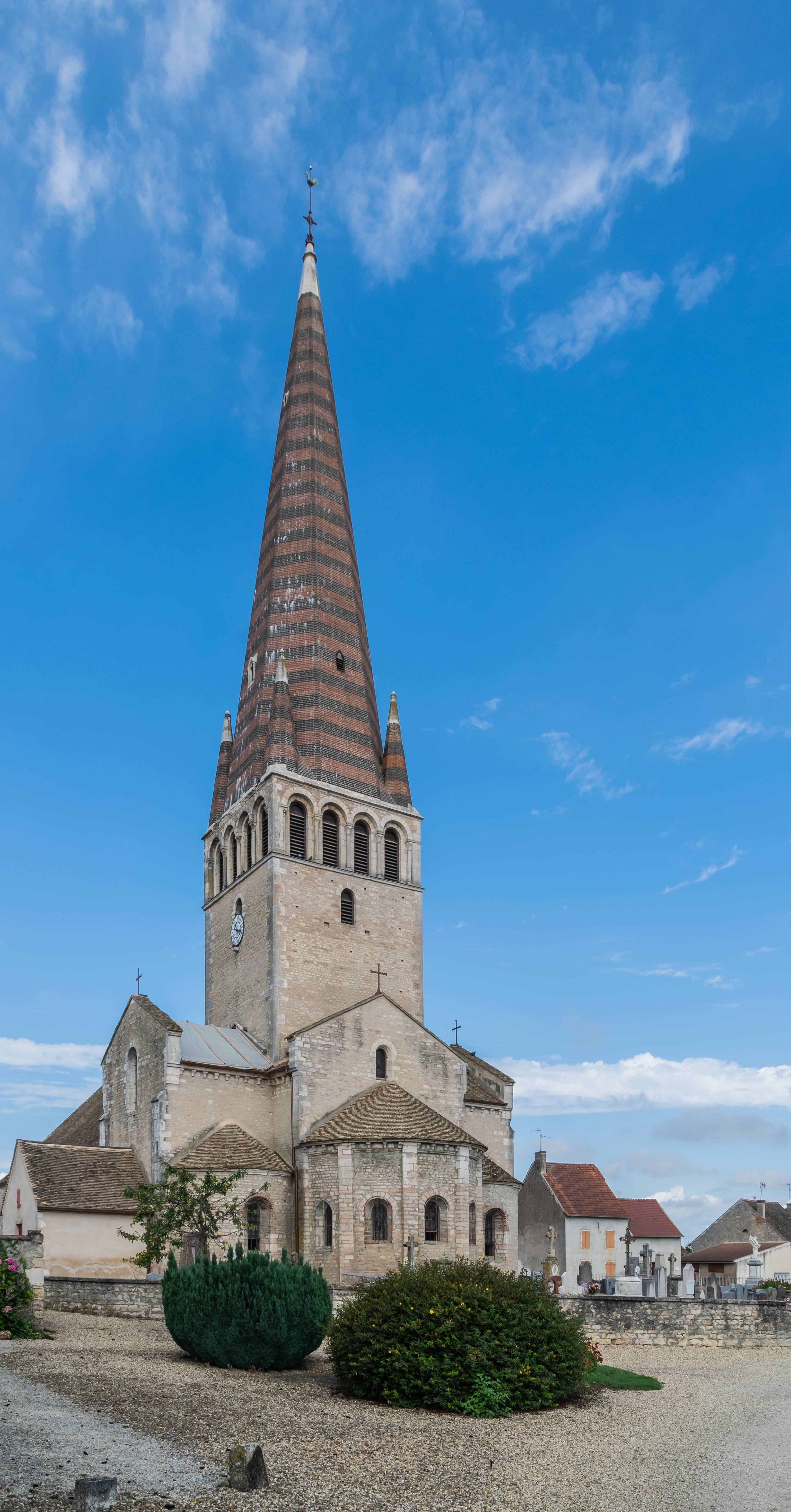
Le chevet roman et le haut clocher surmonté d'une flèche d'ardoises de l'église de Ciel, sous le vocable de Notre-Dame de l'Assomption.

- l'église Notre-Dame-de-l'Assomption, édifice partiellement roman[22] disposant de vitraux (quinze verrières) signés du peintre verrier Joseph Besnard[23] ;
- le château de Vauvry ;
- une reproduction de la grotte de Lourdes, qui fut inaugurée par l'abbé J.-M. Brintet en 1892[24].

### Héraldique
Blasonnement : de sable au chevron d'or accompagné en chef de deux étoiles d'argent et en pointe d'un huchet du même.

## Pour approfondir